# Allan Pinkerton
Robert Allan Pinkerton (Glasgow, Escòcia, 25 d'agost de 1819 - Chicago (Illinois), 1 de juliol de 1884) fou un detectiu i espia escocès que fundà l'Agencia Pinkerton, la primera agencia de detectius del món.
Dirigí una agència de policia que el 1865 havia fundat el seu pare per a suplir les deficiències de la policia oficial, minada per la corrupció. Aquesta agència adquirí ben aviat un gran increment fins l'extrem de poder col·locar 2.000 detectius i milers de corresponsals als Estats Units. Aquesta agència fou durant molts anys la guardiana dels grans establiments financers d'aquell país. (La companyia ara funciona com divisió de la companyia de seguretat sueca Securitas AB.)
La fama de Pinkerton fou universal, gaudint-la especialment a Anglaterra, on recuperà el quadre de Gainsborough, La duquessa de Devonshire, i 1.000.000 de lliures esterlines estafades al Banc d'Anglaterra; recobrà també grans quantitats furtades a Bancs americans. Pinkerton i el seu germà William (1855-1902) foren els primers en utilitzar el telèfon per a les informacions policíaques. Els seus èxits i els seus triomfs van servir a molts escriptors per a idear aquestes novel·les policíaques que constitueixen un gènere especial en el que tant es va distingir el cèlebre Conan Doyle, del qual es diu que el seu Sherlock Holmes és una copia de Pinkerton.

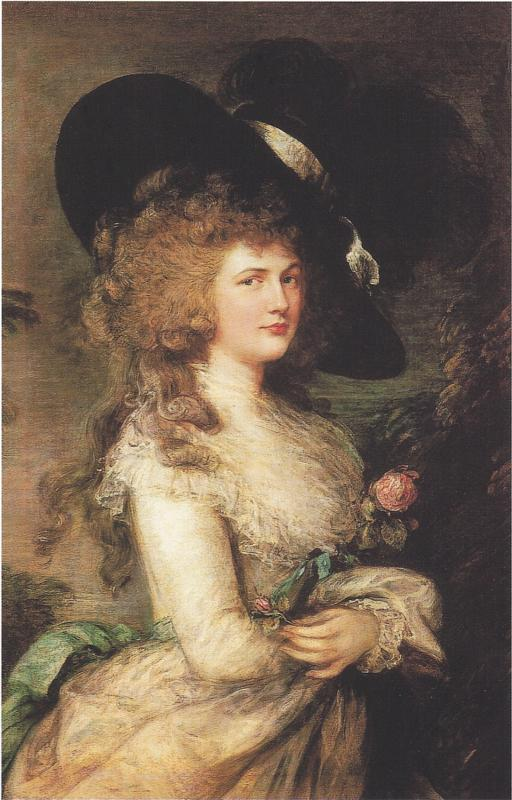
Quadre La duquessa de Devonshire que va fer famós a Pinkerton

Una de les gestes més cèlebres del detectiu milionari, que ho era per vocació irresistible, fou la captura del malfactor Walter Sheidan. Per una sèrie de procediments novel·lescos i emocionants aconseguí una fotografia del delinqüent, que va difondre arreus dels Estats enganxant-la en les maletes dels viatgers. Una altra vegada, encarregat de transportar 25.000.000 de dòlars, fou sorprès en el ferrocarril i furtat per una quadrilla de bandits, que li prengueren la caixa dels valors...on tan sols hi havia diaris, car els bitllets els portava cosits en la roba interior.
El 1869 Pinkerton patí un atac de paràlisi parcial, i en conseqüència foren els seus fills William Allan i Robert els que s'encarregaren de la direcció de l'agència.
Publicà: The Molly Maguires and the detectives el 1877, The Spy of the Rebellion (1883) i Thirty Years a Detective (1884).